# Trasporti in Albania
Questa voce raccoglie le principali tipologie di trasporti in Albania.
Lo sviluppo e il miglioramento dei trasporti nel paese rimangono tra le priorità più importanti del governo albanese.
I trasporti in Albania hanno sperimentato cambiamenti significativi e una forte crescita ed espansione, soprattutto dopo la caduta del comunismo nel Paese. I miglioramenti delle infrastrutture stradali, dei trasporti urbani e dei viaggi aerei hanno portato a un notevole miglioramento dei trasporti. Questi aggiornamenti hanno svolto un ruolo chiave nel sostenere l'economia albanese, che negli ultimi dieci anni ha fatto forte affidamento sul settore delle costruzioni.

## Sistema ferroviario

### Ferrovie
In totale: 424 km (dati 2017)
- Scartamento normale (1435 mm): 424 km
- Doppia rotaia: 0 km[2]
- Elettrificati: 0 km[2]
- Gestore nazionale: Hekurudha Shqiptare

#### Linee passeggeri attive
- Ferrovia Shkodër-Vorë (103,6 km)
- Ferrovia Rrogozhinë - Elbasan

### Metropolitane
La metropolitana è assente.

### Tranvie
Anche il servizio tranviario non è presente, attualmente.

### Collegamenti ferroviari con paesi confinanti
- Grecia: no
- Macedonia del Nord: no
- Kosovo: no
- Montenegro: sì (ferrovia Podgorica-Shkodër)

## Sistema stradale e autostradale

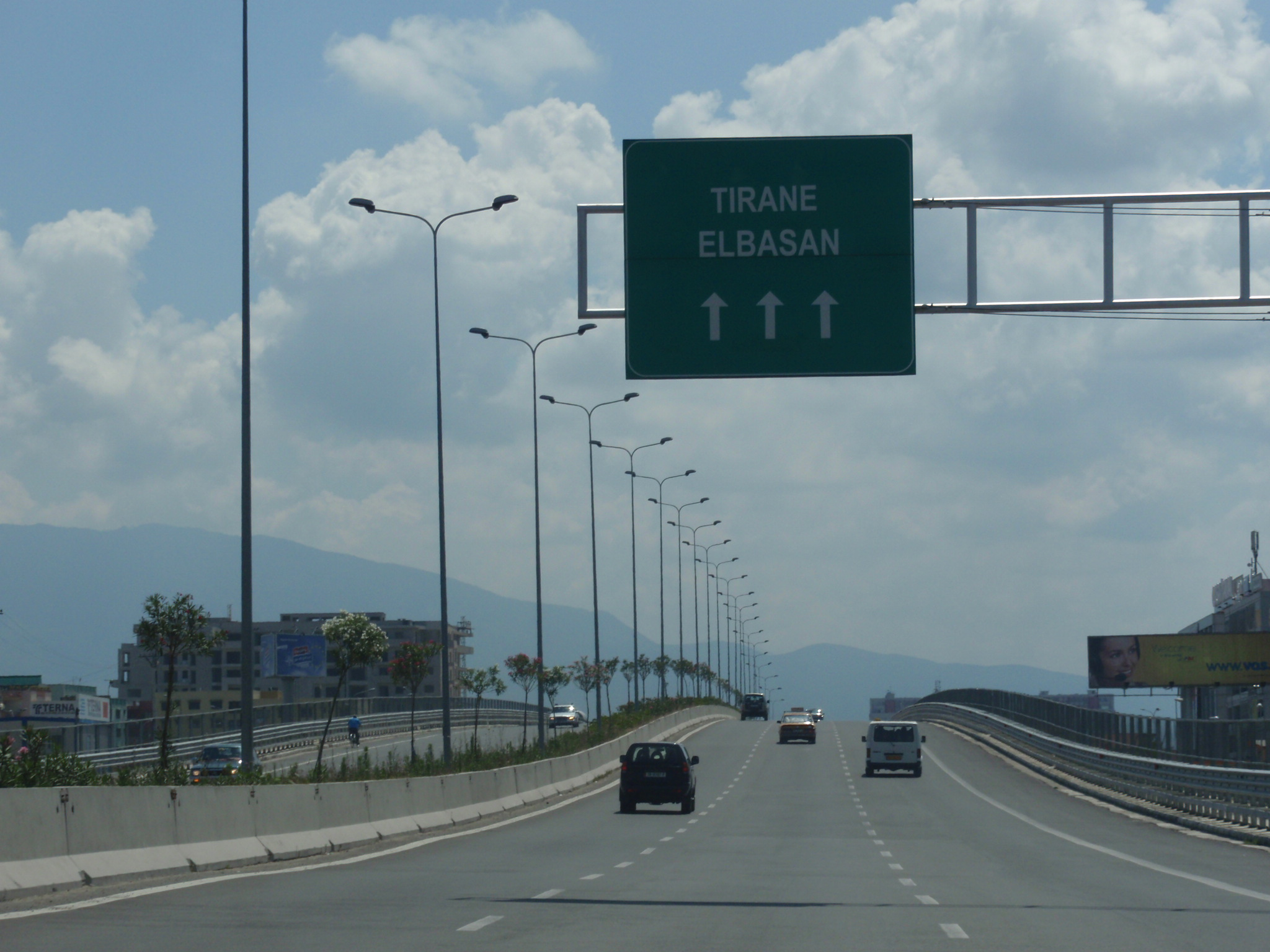
SH2 - entrata a Tirana

In totale: 18.000 km (dati 2002)
- asfaltate: 7.020 km
- bianche: 10.980 km

### Strade nazionali principali

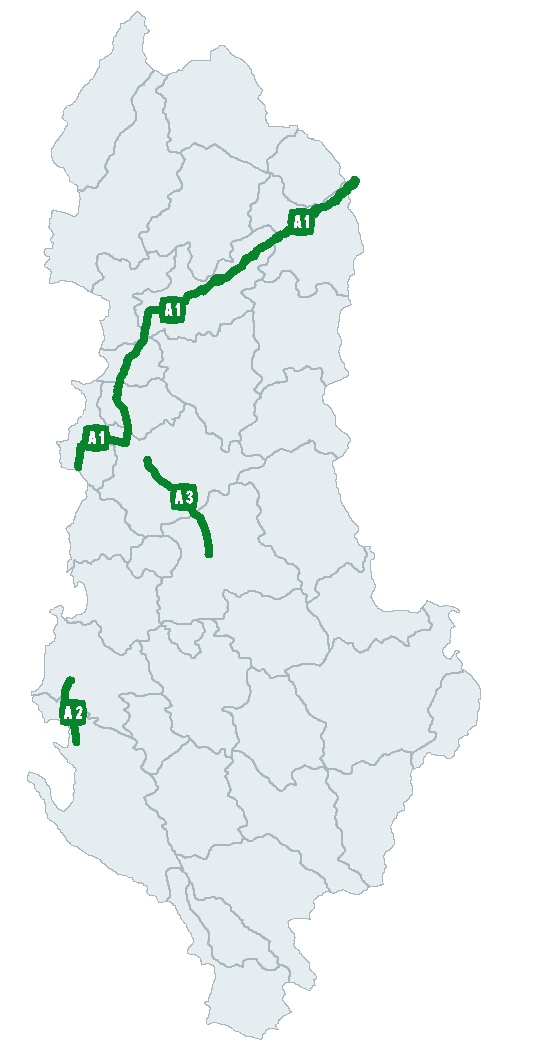
Rete autostradale albanese

Autostrade
- Autostrada A1 (da Thumane a Morinë-Kosovo)
- Autostrada A2 (da Fier a Valona)
- Autostrada A3 (da Tirana a Elbasan)

Strade statali
- SH1 (da Tirana a Hani i Hotit)
- SH2 (da Tirana a Durazzo)
- SH3 (da Tirana a Kapshtica attraverso Elbasan, Pogradec e Coriza)
- SH4 (da Durazzo a Kakavie attraverso Fier e Argirocastro)
- SH5 (da Scutari a Kukës)
- SH6 (da Milot a Peshkopi attraverso Bulqizë)
- SH7 (da Rrogozhinë a Elbasan)
- SH8 (da Fier a Saranda attraverso Valona)
- SH9 (da Qafe Thane alla SH3)
- SH66 Tirana - Zall Bastar - Dibër

Negli ultimi anni è iniziata la costruzione di nuove autostrade:
- Autostrada A1 Durazzo - Kukës - Morinë (170 km con 5,6 km di tunnel)
- Autostrada Thumanë - Rrogozhinë (62 km)
- Superstrada Durazzo - Rrogozhinë (35 km)
- Autostrada Coriza - Qafë Plloçë (29 km)
- Parte del corridoio paneuropeo VIII Librazhd - Qafë Thanë
- Autostrada Lushnjë - Fier (21,7 km)
- Autostrada Levan - Valona (24,2 km)
- Parte dell'autostrada Adriatico-Ionica tra Levan e Tepelenë (70 km)
- Parte dell'autostrada Adriatico-Ionica tra Tepelenë e Argirocastro
- Parte dell'autostrada Adriatico-Ionica tra Scutari e Hani i Hotit (35 km)

### Autolinee
Nella capitale Tirana, in tutte le città e in altre zone abitate dell'Albania sono presenti aziende pubbliche e private che gestiscono trasporti di tipo urbano, suburbano, interurbano e turistico.

### Idrovie
La nazione dispone di 43 km di acque navigabili interne (dati 2008).

### Porti
- Durazzo (Durrës)
- Saranda (Sarandë)
- San Giovanni di Medua (Shëngjin)
- Valona (Vlorë)

## Aeroporti
- Scalo internazionale: Tirana
- Scalo nazionale: Kukës

### Aeroporti con piste asfaltate
- totale: 4

Lunghezza piste:
- sotto 914 m: 0

### Aeroporti con piste non asfaltate
- totale: 1

Lunghezza piste:
- oltre 3047 m:
- da 1524 a 2437 m:
- da 914 a 1523 m: 1
- sotto 914 m:

### Eliporti
In totale: 1 (dati 2009).